# Anni 1050
Gli anni 1050 sono il decennio che comprende gli anni dal 1050 al 1059 inclusi.

## Eventi, invenzioni e scoperte
- Scisma tra la chiesa cattolica cristiana e quella ortodossa (1054)

## Personaggi
- Godwin, duca del Wessex